# Schulgesetz (Rheinland-Pfalz)
Das Schulgesetz (SchulG) des Landes Rheinland-Pfalz regelt die rechtlichen Grundlagen des Schulwesens.

## Gesetzesstruktur
Das Gesetz ist wie folgt strukturiert:
- Teil 1 – Grundlagen (§ 1 – § 22)
  - Abschnitt 1 – Allgemeines (§ 1 – § 8)
  - Abschnitt 2 – Gliederung des Schulwesens (§ 9 – § 14a)
  - Abschnitt 3 – Zusammenarbeit von Schulen und Schulverbund (§ 15 – § 19)
  - Abschnitt 4 – Schulversuche, Pädagogische Service-Einrichtungen (§ 20 – § 21)
  - Abschnitt 5 – Öffentliche Schulen und Schulen in freier Trägerschaft (§ 22)
- Teil 2 – Lehrkräfte, Schülerinnen, Schüler und Eltern (§ 23 – § 50)
  - Abschnitt 1 – Allgemeines (§ 23 – § 24)
  - Abschnitt 2 – Lehrkräfte, Schulleiterinnen und Schulleiter (§ 25 – § 26)
  - Abschnitt 3 – Konferenzen (§ 27 – § 30)
  - Abschnitt 4 – Vertretungen für Schülerinnen und Schüler, Schülerzeitungen (§ 31 – § 36)
  - Abschnitt 5 – Mitwirkung der Eltern (§ 37 – § 47)
  - Abschnitt 6 – Schulausschuss (§ 48 – § 48a)
  - Abschnitt 7 –  Gemeinsame Bestimmungen (§ 49 – § 50)
- Teil 3 – Ordnung des Schulbesuchs (§ 51 – § 67)
  - Abschnitt 1 – Schulverhältnis (§ 51 – § 55)
  - Abschnitt 2 – Pflicht zum Schulbesuch (§ 56 – § 66)
  - Abschnitt 3 – Verarbeitung von Daten, Statistische Erhebungen (§ 67)
- Teil 4 – Finanzielle Förderung (§ 68 – § 71)
- Teil 5 – Schulunterhaltung und Schulverwaltung (§ 72 – § 95)
  - Abschnitt 1 – Allgemeines (§ 72 – § 73)
  - Abschnitt 2 – Staatliche Schulen (§ 74 – § 93)
    - Unterabschnitt 1 – Personal- und Sachbedarf (§ 74 – § 85)
    - Unterabschnitt 2 – Schulbau (§ 86 – § 87)
    - Unterabschnitt 3 – Kommunale Schulverwaltung (§ 88 – § 90)
    - Unterabschnitt 4 – Schulorganisation (§ 91 – § 93)

  - Abschnitt 3 (aufgehoben, § 94)
  - Abschnitt 4 – Errichtung von Versuchsschulen (§ 95)
- Teil 6 – Schulaufsicht (§ 96 – § 98)
- Teil 7 – Schlussbestimmungen (§ 99 – § 110)

## Verfassungsrechtliche Vorgaben
Das Grundgesetz für die Bundesrepublik Deutschland trifft in Artikel 7 folgende Festlegungen:
"(1) Das gesamte Schulwesen steht unter der Aufsicht des Staates.
(2) Die Erziehungsberechtigten haben das Recht, über die Teilnahme des Kindes am Religionsunterricht zu bestimmen.
(3) Der Religionsunterricht ist in den öffentlichen Schulen mit Ausnahme der bekenntnisfreien Schulen ordentliches Lehrfach. Unbeschadet des staatlichen Aufsichtsrechtes wird der Religionsunterricht in Übereinstimmung mit den Grundsätzen der Religionsgemeinschaften erteilt. Kein Lehrer darf gegen seinen Willen verpflichtet werden, Religionsunterricht zu erteilen.
(4) Das Recht zur Errichtung von privaten Schulen wird gewährleistet. Private Schulen als Ersatz für öffentliche Schulen bedürfen der Genehmigung des Staates und unterstehen den Landesgesetzen. Die Genehmigung ist zu erteilen, wenn die privaten Schulen in ihren Lehrzielen und Einrichtungen sowie in der wissenschaftlichen Ausbildung ihrer Lehrkräfte nicht hinter den öffentlichen Schulen zurückstehen und eine Sonderung der Schüler nach den Besitzverhältnissen der Eltern nicht gefördert wird. Die Genehmigung ist zu versagen, wenn die wirtschaftliche und rechtliche Stellung der Lehrkräfte nicht genügend gesichert ist.
(5) Eine private Volksschule ist nur zuzulassen, wenn die Unterrichtsverwaltung ein besonderes pädagogisches Interesse anerkennt oder, auf Antrag von Erziehungsberechtigten, wenn sie als Gemeinschaftsschule, als Bekenntnis- oder Weltanschauungsschule errichtet werden soll und eine öffentliche Volksschule dieser Art in der Gemeinde nicht besteht.

(6) Vorschulen bleiben aufgehoben."
Die Landesverfassung behandelt darauf aufbauend im dritten Abschnitt Bildung und Erziehung. Demnach bildet das Erziehungsrecht der Eltern die Grundlage des Schulwesens. „Die Schule hat die Jugend zur Gottesfurcht und Nächstenliebe, Achtung und Duldsamkeit, Rechtlichkeit und Wahrhaftigkeit, zur Liebe zu Volk und Heimat, zum Verantwortungsbewusstsein für Natur und Umwelt, zu sittlicher Haltung und beruflicher Tüchtigkeit und in freier, demokratischer Gesinnung im Geiste der Völkerversöhnung zu erziehen.“ Der Religionsunterricht ist ordentliches Lehrfach und kann nur nach Maßgabe eines Gesetzes abgelehnt werden.

## Wesentliche Gesetzesinhalte

### Auftrag der Schule
„In Erfüllung ihres Auftrags erzieht die Schule zur Selbstbestimmung in Verantwortung vor Gott und den Mitmenschen, zur Anerkennung ethischer Normen, zur Gleichberechtigung von Frau und Mann, zur Gleichstellung von behinderten und nicht behinderten Menschen, zur Achtung vor der Überzeugung anderer, zur Bereitschaft, Ehrenämter und die sozialen und politischen Aufgaben im freiheitlich-demokratischen und sozialen Rechtsstaat zu übernehmen, zum gewaltfreien Zusammenleben und zur verpflichtenden Idee der Völkergemeinschaft. Sie führt zu selbständigem Urteil, zu eigenverantwortlichem Handeln und zur Leistungsbereitschaft; sie vermittelt Kenntnisse und Fertigkeiten mit dem Ziel, die freie Entfaltung der Persönlichkeit und die Orientierung in der modernen Welt zu ermöglichen, Verantwortungsbewusstsein für Natur, Umwelt und die globalen Nachhaltigkeitsziele zu fördern sowie zur Erfüllung der Aufgaben in Staat, Gesellschaft und Beruf zu befähigen. Sie leistet einen Beitrag zur Integration von Schülerinnen und Schülern mit Migrationshintergrund. Im Bewusstsein der Belange der Schülerinnen und Schüler sowie der Lehrkräfte und Eltern mit Behinderungen wirken alle Schulen bei der Entwicklung eines inklusiven Schulsystems mit.“
Die Sexualerziehung gehört ebenfalls zum Auftrag der Schule, das Verhältnis zwischen Lehrer und Schüler soll von Vertrauen, Achtung und Respekt geprägt sein.

### Rechtsstellung der Schulen
Schulen sind selbstständig in der Regelung ihrer Angelegenheiten. Dem Schulleiter können hierbei vom Dienstherren der Lehrkräfte dienst- und arbeitsrechtliche Zuständigkeiten übertragen werden. Ihre Finanzen regeln sie frei durch vom Schulträger zur Verfügung gestellte Mittel. Die Lehrer sind frei in ihrer Unterrichtsgestaltung.

### Mitwirkung
Es werden Gremien der Eltern, Lehrer und Schüler sowie gemeinsame und überregionale Versammlungen gebildet.

### Schulpflicht
Es besteht allgemeine Schulpflicht für alle Menschen im entsprechenden Altern, die ihren Wohnsitz oder gewöhnlichen Aufenthalt in Rheinland-Pfalz haben. Die Schulpflicht dauert 12 Schuljahre. Wer die Schulpflicht verletzt, kann der Schule zwangsweise zugeführt werden, der beharrliche Verstoß gegen die Schulpflicht ist eine Ordnungswidrigkeit.

### Schulgeld
Es besteht Schulgeldfreiheit.

## Geschichte
1952 wurde ein Gesetz über die Berufsschulen im Land erlassen, 1955 folgt das Volksschulgesetz, welches mehrfach geändert wurde und unter anderem die Mitwirkung der Eltern normierte. Noch im selben Jahr wurde ein Gesetz zur Schulpflicht erlassen, welches das Reichsschulpflichtgesetz ablöste. 1961 wurde die Schulgeldfreiheit normiert, 1968 folgt ein Gesetz über die öffentlichen Grund-, Haupt- und Sonderschulen. Erst 1974 wurde schließlich das Schulgesetz erlassen. Bis zu seinem Neuerlass am 30. März 2004 wurde es insgesamt 22 mal geändert. Seitdem gab es 20 Änderungsgesetze, von denen das letzte am 17. Dezember 2020 verabschiedet wurde.